# Heading for a Fall
Heading for a Fall is een Engelstalige single van de Belgische band Vaya Con Dios uit 1992. Het liedje was een groot succes in Nederland en België. De single bevatte naast de titelsong het liedje Muddy Waters. De plaat werd in Nederland veel gedraaid op Radio 3 en werd een radiohit. De plaat bereikte de 9e positie van de Nederlandse Top 40 en de 3e positie in de Nationale Top 100. In thuisland België bereikte de plaat de nummer 1-positie in de Vlaamse Ultratop 50 en de Vlaamse Radio 2 Top 30.
Het nummer verscheen op het album Time Flies.

## Meewerkende artiesten
- André Brasseur (elektronisch orgel)
- Béatriz Ramirez (backing vocals)
- Carmelo Prestigiacomo (gitaar)
- Dani Klein (backing vocals, zang), tevens muziekproducent
- Freddy Starks (backing vocals)
- Jean Mutsari (basgitaar, contrabas)
- Jenifer Kaje (backing vocals)
- Maria Lekranty (backing vocals)
- Sonya Henderson (backing vocals)
- Verona Davis (backing vocals)
- Philippe Allaert (drums, percussie)
- Carlo Mertens (trombone)
- Frank Deruytter (saxofoon)
- Patrick Mortier (trompet)

## Hitnoteringen

### Nederlandse Top 40
| Positie: | 38 | 22 | 15 | 11 | 7 | 7 | 7 | 8 | 10 | 13 | 15 | 20 | 30 | uit |

### Nationale Top 100
| Hitnotering: 5-9-1992 t/m 22-1-1993 | Hitnotering: 5-9-1992 t/m 22-1-1993 | Hitnotering: 5-9-1992 t/m 22-1-1993 | Hitnotering: 5-9-1992 t/m 22-1-1993 | Hitnotering: 5-9-1992 t/m 22-1-1993 | Hitnotering: 5-9-1992 t/m 22-1-1993 | Hitnotering: 5-9-1992 t/m 22-1-1993 | Hitnotering: 5-9-1992 t/m 22-1-1993 | Hitnotering: 5-9-1992 t/m 22-1-1993 | Hitnotering: 5-9-1992 t/m 22-1-1993 | Hitnotering: 5-9-1992 t/m 22-1-1993 | Hitnotering: 5-9-1992 t/m 22-1-1993 | Hitnotering: 5-9-1992 t/m 22-1-1993 | Hitnotering: 5-9-1992 t/m 22-1-1993 | Hitnotering: 5-9-1992 t/m 22-1-1993 | Hitnotering: 5-9-1992 t/m 22-1-1993 | Hitnotering: 5-9-1992 t/m 22-1-1993 | Hitnotering: 5-9-1992 t/m 22-1-1993 | Hitnotering: 5-9-1992 t/m 22-1-1993 | Hitnotering: 5-9-1992 t/m 22-1-1993 | Hitnotering: 5-9-1992 t/m 22-1-1993 |
| Week:                               | 1                                   | 2                                   | 3                                   | 4                                   | 5                                   | 6                                   | 7                                   | 8                                   | 9                                   | 10                                  | 11                                  | 12                                  | 13                                  | 14                                  | 15                                  | 16                                  | 17                                  | 18                                  | 19                                  |                                     |
| ----------------------------------- | ----------------------------------- | ----------------------------------- | ----------------------------------- | ----------------------------------- | ----------------------------------- | ----------------------------------- | ----------------------------------- | ----------------------------------- | ----------------------------------- | ----------------------------------- | ----------------------------------- | ----------------------------------- | ----------------------------------- | ----------------------------------- | ----------------------------------- | ----------------------------------- | ----------------------------------- | ----------------------------------- | ----------------------------------- | ----------------------------------- |
| Positie:                            | 89                                  | 67                                  | 42                                  | 25                                  | 14                                  | 11                                  | 7                                   | 6                                   | 5                                   | 4                                   | 3                                   | 5                                   | 7                                   | 12                                  | 21                                  | 32                                  | 46                                  | 68                                  | 78                                  | uit                                 |

### BelgischeBRT Top 30
| Positie: | 10 | 3 | 1 | 1 | 1 | 1 | 1 | 2 | 1 | 3 | 5 | 17 | 24 | uit |

### VlaamseUltratop 50
| Positie: | 40 | 12 | 3 | 1 | 1 | 1 | 1 | 1 | 1 | 1 | 4 | 6 | 10 | 17 | 39 | uit |

### NPO Radio 2 Top 2000
Heading for a Fall stond alleen in 2007 in de NPO Radio 2 Top 2000, op plek 1953.